# ایست ساوند (واشینگتن)
ایست ساوند (به انگلیسی: Eastsound) یک منطقهٔ مسکونی در ایالات متحده آمریکا است که در شهرستان سن خوان، واشینگتن واقع شده‌است.